# Millettia glabra
Millettia glabra är en ärtväxtart som beskrevs av Adema. Millettia glabra ingår i släktet Millettia och familjen ärtväxter. Inga underarter finns listade i Catalogue of Life.